# Pepa (football)
Pour les articles homonymes, voir Pepa.
Pedro Miguel Marques da Costa Filipe, plus connu sous le nom de Pepa, né le 14 décembre 1980 à Torres Novas, est un entraîneur de football et footballeur portugais, évoluant au poste d'attaquant.

## Biographie

### En club
Né à Torres Novas, Pepa rejoint le centre de formation du SL Benfica en 1994, à l’âge de 13 ans. Il fait ses débuts officiels avec l’équipe première le 23 janvier 1999, marquant lors d’une victoire 3-1 à domicile en Primeira Liga contre le Rio Ave FC. Après avoir été considéré comme un espoir prometteur, il joue principalement avec la réserve, étant également prêté en mars 2000 au Lierse SK en Belgique pour une indemnité de 50 millions d’escudos portugais.
En 2002, Pepa résilie son contrat avec Benfica, qu’il lui restait encore quatre ans, suivant la voie de ses camarades issus du centre de formation Rui Baião et Jorge Ribeiro, et signe au Varzim SC, une décision qu’il qualifiera plus tard de pire erreur de sa vie. Il met fin à sa carrière fin 2007, à seulement 26 ans, en raison de plusieurs blessures aux genoux,.

### En sélection
Pepa a représenté le Portugal en équipes de jeunes en moins de 15 ans, moins de 16 ans, moins de 17 ans et moins de 18 ans. Il a aidé cette dernière catégorie à remporter le Championnat d'Europe de l'UEFA des moins de 18 ans en 1999.

### Entraîneur
À l'été 2013, après deux ans passés à travailler avec les équipes de jeunes du Benfica, Pepa a eu sa première expérience en tant qu’entraîneur principal, étant nommé à l’AD Sanjoanense dans les ligues régionales et aidant le club à accéder à la troisième division dès la première tentative. Lors de la saison 2015–16, il réalisa la même performance avec le CD Feirense en LigaPro, même s’il ne termina pas la saison, étant remplacé par José Mota lors des deux derniers mois.
Pepa continua à travailler dans l’élite portugaise dans les années suivantes, notamment avec le Moreirense FC, et le CD Tondela. Lors de son passage de deux ans dans ce club, il réussit à éviter la relégation, mais ne fut pas conservé.
Ayant commencé la saison 2019–20 sans club, Pepa remplaça Filó (en) à la tête du FC Paços de Ferreira après la quatrième journée, avec l’équipe en dernière position. En mai 2021, après les avoir menés à la cinquième place et à la qualification pour l'édition inaugurale de la Ligue Europa Conférence, il quitta le Estádio da Mata Real,.
Quelques jours après avoir quitté Paços, Pepa signa un contrat de trois ans pour entraîner le Vitória de Guimarães. Il termina sixième lors de sa seule saison, mais lui et son staff furent licenciés le 12 juillet 2022, quelques jours avant le début de la nouvelle saison contre Puskás Akadémia FC en Conference League.
Le 19 juillet 2022, Pepa obtint son premier poste d’entraîneur à l’étranger, à Al-Taï en Saudi Pro League En janvier 2023, après une défaite 1-0 contre Al-Wehda, il fut démis de ses fonctions.
Pepa changea de pays à nouveau le 20 mars 2023, après avoir été annoncé comme entraîneur principal du club brésilien du Cruzeiro Esporte Clube. Il fut licencié le 29 août en raison de mauvais résultats.
Le 3 octobre 2023, Pepa fut nommé entraîneur du club qatari de Qatar Stars League Al-Ahli, pour un contrat d’un an. Il retourna au Brésil en septembre de l’année suivante, prenant en charge le Sport Club do Recife de la Série B.

## Palmarès

### Joueur
Portugal - 18 ans
- Euro moins de 18 ans :
  - Champion : 1999.

### Entraîneur
Sport Club do Recife
- Campeonato Pernambucano :  
  - Champion : 2025.